# ماری فیشر (شناگر)

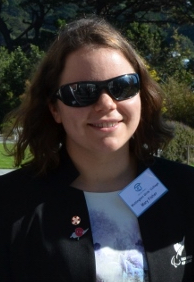
فیشر در سال ۲۰۱۵

ماری فیشر (به انگلیسی: Mary Fisher) (زادهٔ ۱۶ ژانویهٔ ۱۹۹۳) شناگر اهل نیوزیلند است.